# La Jeune Fille triste
La Jeune fille triste (en anglais : The Sad young girl) est une œuvre d'art urbain réalisée par Banksy en juin 2018 sur la porte d'une issue de secours du Bataclan donnant dans le Passage Saint-Pierre-Amelot à Paris. Cette œuvre symbolique rend hommage aux victimes des attentats du 13 novembre 2015 durant lesquels 90 personnes perdirent la vie au Bataclan.

## Description
La porte est volée le 26 janvier 2019 par trois malfrats. Après une enquête conduisant en Italie, la porte est retrouvée, le 11 juin 2020. L'œuvre de Banksy est restituée à la France en juillet 2020. S'ensuit une bataille juridique entre les gestionnaires du Bataclan et le propriétaire du bâtiment pour pouvoir déterminer à qui elle doit être restituée. Le 23 juin 2022, le tribunal de Paris rend son verdict et condamne les huit personnes incriminées à des peines allant de six mois à quatre années de réclusion. En attendant le verdict concernant la propriété de l'œuvre, La Jeune fille triste a été placée sous scellés. En dernière instance, les propriétaires des murs du Bataclan se sont vus attribuer la propriété de la porte avec La Jeune fille triste de Banksy au printemps 2024[réf. nécessaire].

## Documentaires
- Ga&A Productions/Arte G.E.I.E, Edoardo Anselmi et Claudio Centioni, Banksy, le Bataclan et la jeune fille triste, 2023, diffusé sur Arte TV et sur RTBF Auvio, 52 minutes.

## Voir également
- Statut juridique de l'art urbain en France